# Leszek Stanek
Leszek Stanek (ur. 26 maja 1981 w Świętochłowicach) – polski aktor, piosenkarz, choreograf, tancerz, reżyser i osobowość medialna.

## Życiorys
Ukończył technikum mechaniczne i Państwowe Policealne Studium Wokalno-Baletowe w Gliwicach. W 2001 debiutował jako aktor, występując w Gliwickim Teatrze Muzycznym, z którym związany był do 2004. W 2002 został półfinalistą drugiej edycji programu Idol.
W 2003 zaczął występować w Śląskim Teatrze Tańca, był dyrektorem artystycznym młodzieżowego projektu edukacyjnego Studio Teatru Fizycznego. W 2005 premierę miał wystawiany przez teatr spektakl pt. Villa Evra, który został pokazany w ramach XIII Międzynarodowej Konferencji Tańca Współczesnego. Jako tancerz oraz choreograf pracował nie tylko w Polsce, ale również w Niemczech, Chinach, Indiach, Kanadzie czy Stanach Zjednoczonych. Debiut w pracy choreografa i reżysera zwieńczył spektaklem Myśli mocy zwierciadła odbicie.
Popularność wśród telewidzów zdobył dzięki roli Jakuba Krzysztonia w serialu Tancerze (2009–2010) w TVP2. W 2010 zaczął pracował jako konferansjer, prowadził m.in. przygotowania do finałowej gali wyborów Miss Polski (2011) i program Godzina na Poddaszu (2012). W 2012 został koproducentem filmu fabularnego W sypialni, który został wyróżniony w wielu konkursach międzynarodowych. W 2015 wziął udział w programie TVP Przygarnij mnie. W 2016 uczestniczył w programach rozrywkowych: Celebrity Salon i Azja Express. Od 2017 wydał kilka singli muzycznych: „Give Me a Hug” i „In Blue” (oba w 2017) oraz „I Don’t Wanna” i „Lost Boy” (oba w 2018).

## Dyskografia
Single
| Rok  | Tytuł           |
| ---- | --------------- |
| 2017 | "Give Me a Hug" |
| 2018 | "In Blue"       |
| 2018 | "I Don’t Wanna" |
| 2018 | "Lost Boy"      |

## Teatr
Gliwicki Teatr Muzyczny
- 2002 – Footloose, reż. Maciej Korwin
- 2003 – Hello, Dolly!, reż. Maria Sortowa
- 2003 – Kot w butach, jako Kot, reż. Michał Rosiński
- 2004 – Grają naszą piosenkę, jako Vernon, reż. Jacek Chmielnik

Śląski Teatr Tańca w Bytomiu
- 2004 – 7,5, reż. Jacek Łumiński
- 2004 – Wrzaskowisko, reż. Jacek Łumiński
- 2005 – Środek Ciężkości, Śląski Teatr Tańca, Nominacja do Złotej Maski
- 2005 – Czar zwyczajnych dni – sen świętego, jako Święty, reż. Jacek Łumiński

Tanz ART Opener Festiwal w Giessen
- 2008 – Estetic of mistake, reż. Leszek Stanek
- 2010 – Imponderabilia, reż. Leszek Stanek
- 2011 – Algorythm, reż. Leszek Stanek

Inne
- 2005 – Villa Evra, Studio Teatru Fizycznego w Bytomiu
- 2005 – Myśli Nocy Zwierciadła Odbicie, reż. Leszek Stanek, Teatr Ruchu i Pantomimy w Tychach; Grand Prix Młodzieżowych Spotkań Teatralnych
- 2008 – Trzy Kobiety, reż. Leszek Stanek, Międzynarodowy Festiwal Tańca w Witebsku
- 2008 – Król Roger, jako tancerz, reż. Mariusz Treliński, Teatr Maryjski w Petersburgu
- 2008 – XY – Got2Be, reż. Leszek Stanek, Warszawa/Bytom
- 2008 – Vinyl, reż. Tomasz chorego. Leszek Stanek, Scena Basen w Warszawie
- 2009 – 2010 – Poems of Chopin, reż. Leszek Stanek, Chiny/Polska
- 2009 – Lady Fosse, reż. Leszek Stanek i John Weisgeber, teatr Capitol Warszawa
- 2011 – Halka, jako Anioł, reż. Natalia Korczakowska, Teatr Wielki-Opera Narodowa w Warszawie
- 2012 – Latający Holender, jako mim, reż. Mariusz Treliński, Teatr Wielki-Opera Narodowa w Warszawie
- 2013 – Klatka Wariatek, jako Pheadra, reż: Grzegorz Chrapkiewicz, Teatr Komedia w Warszawie
- 2017 – Szalone nożyczki, jako Antoni Grzebiński, właściciel salonu fryzjerskiego; Teatr Fabryka Marzeń

## Filmografia
Seriale
- 2002: Afroditte (etiuda szkolna) – służący
- 2003: Święta wojna – małolat (odc. 145)
- 2006: M jak miłość – kelner (odc. 409)
- 2008: Próba (etiuda szkolna) – uczestnik kursu
- 2009-2010: Tancerze – Jakub Krzysztoń
- 2011: Wiadomości z drugiej ręki – Piotr (odc. 45)
- 2011: Plebania – Maurice (odc. 1773-1774)
- 2011: Linia życia – choreograf Maxymilian
- 2011: Hotel 52 – striptizer Arkadiusz (odc. 35)
- 2012: Komisarz Alex – Mateusz (odc. 12)
- 2012: Galeria – Dorian Komiński (odc. 93)
- 2012: Przepis na życie – Paweł, trener jogi (odc. 30, 31, 34, 35, 37, 39)
- 2013: Sonata (etiuda szkolna) – mężczyzna
- 2013: Przyjaciółki – Przemysław (odc. 25)
- 2015: Aż po sufit! jako chłopak w klubie (odc. 12)
- od 2018: Pierwsza miłość – Dominik Marecki, rehabilitant Pawła
- 2019: Opera na dwa serca (etiuda szkolna) – pan młody